# Amber Kraak
Amber Kraak   (Oss, 29 de juliol de 1994) és una ciclista neerlandesa de ciclisme de carretera, que actualment competeix amb l'equip FDJ-Suez.
El seu triomf més destacat fins a la data és una etapa de la Volta a Suïssa.

## Palmarès en ruta
- 2023
  - 1a a La Périgord Ladies
- 2024
  - Vencedora d'una etapa a la UAE Tour
- 2025
  - Vencedora d'una etapa a la Volta a Suïssa

### Resultats a les Grans Voltes

#### Giro d'Itàlia
- 2022: 53a posició

#### Tour de França
- 2023: 17a posició
- 2024: 37a posició
- 2025: 51a posició

#### Volta a Espanya
- 2023: 22a posició
- 2024: 45a posició